# Сім'я Зацепіних
Сім'я Зацепіних (рос. Семья Зацепиных) — радянський двосерійний художній телефільм 1977 року, знятий ТО «Екран».

## Сюжет
Фільм про велику родину Зацепіних, що працює на автозаводі. Про взаємовідносини батьків і дітей; про те, як склалися долі молодих Зацепіних.

## У ролях
- Петро Чернов — Іван Петрович Зацепін (озвучив Микола Александрович)
- Ніна Архипова — Анна Степанова, дружина Івана Петровича
- В'ячеслав Спесівцев — Олег, син Зацепіних
- Євгенія Уралова — Ірина, дочка Зацепіних
- Віталій Юшков — Віктор, син Зацепіних
- Любов Поліщук — Наташа, дочка Зацепіних
- Олена Сафонова — Зоя
- Борис Соколов — Сергій, наречений Ірини
- Леонід Неведомський — Олексій
- Ірина Азер — Олена
- Олексій Мокроусов — Володя
- Сергій Скрипкін — Юрка, сусід Зацепіних
- Валерій Анісімов — гонщик-випробувач
- Лариса Барабанова — Рита
- Володимир Гуляєв — Дроздов, наречений Євдокії Омелянівни
- Володимир Драковський — епізод
- Броніслава Захарова — сусідка Зої
- Людмила Іванова — Євдокія Омелянівна, тітка Зої
- О. Майборода — Юрій Андрійович
- Юрій Нікольський — гонщик-випробувач
- Надія Самсонова — сусідка Зої
- Олена Санько — тітка Маша, мати Юрки
- Юрій Сучков — гонщик-випробувач
- Віктор Фокін — Федя
- Віктор Уральський — робітник заводу
- Олександр Милокостий — Андрій, батько дітей Зої

## Знімальна група
- Режисер — Борис Дуров
- Сценарист — Ніна Фоміна
- Оператор — Євген Анісімов
- Композитор — Максим Дунаєвський
- Художник — Іван Тартинський